# Paypayrola guianensis
Paypayrola guianensis är en violväxtart som beskrevs av Jean Baptiste Christophe Fusée Aublet. Paypayrola guianensis ingår i släktet Paypayrola och familjen violväxter. Inga underarter finns listade i Catalogue of Life.